# Washington SyCip

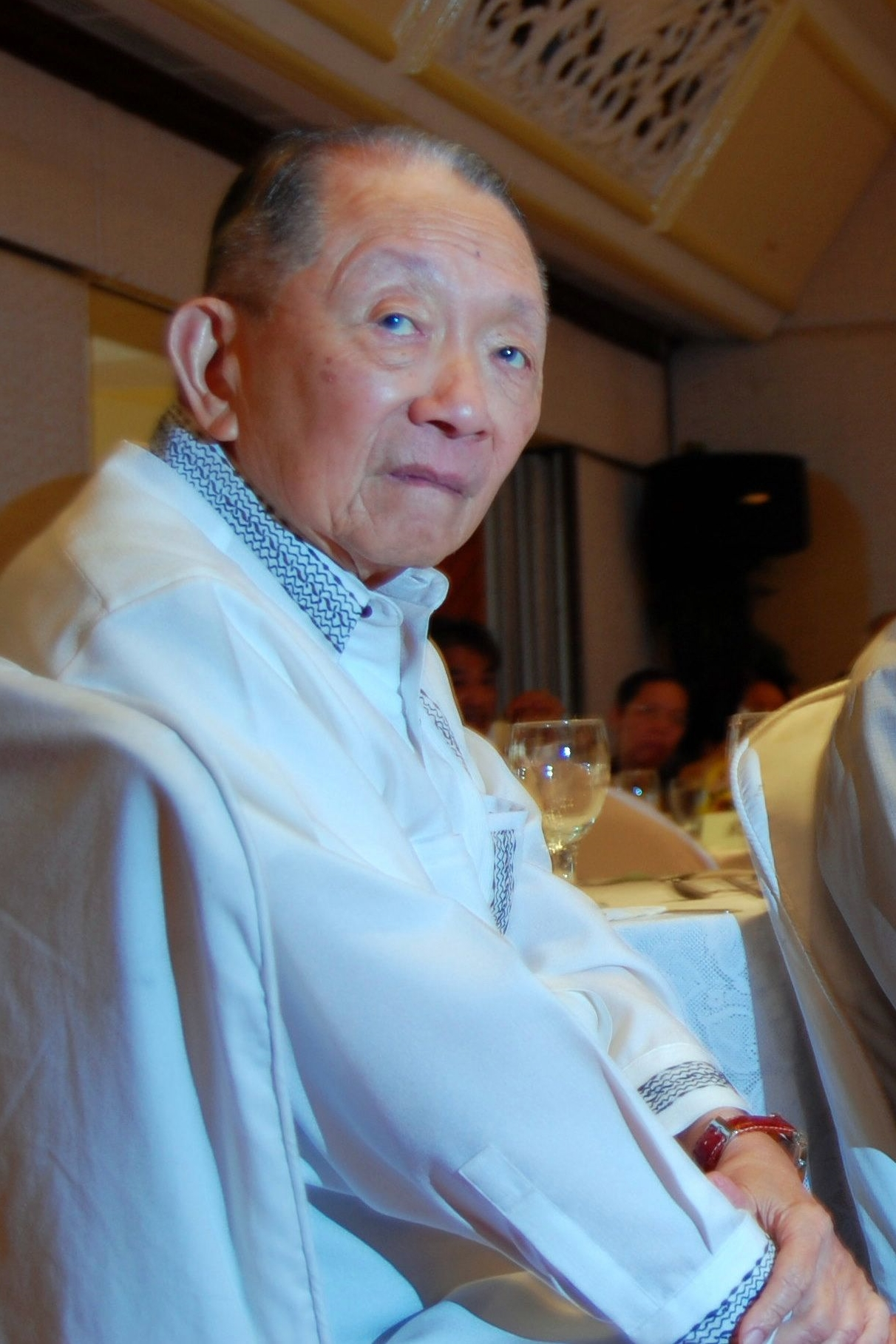
Washington SyCip (Januar 2008)

Washington SyCip PLH BOLk RNO1kl (* 30. Juni 1921 in Manila; † 7. Oktober 2017) war ein philippinischer Wirtschaftsprüfer und Unternehmer. Von 1982 bis 1985 war er Präsident der International Federation of Accountants.

## Leben
Washington SyCip entstammt einer chinesisch-philippinischen Familie. Sein Großvater war im späten 19. Jahrhundert aus der chinesischen Provinz Fujian in die Philippinen eingewandert. Washington SyCip wurde 1921 als dritter Sohn von Albino Z. SyCip und dessen Frau Helen Bau geboren. Des Weiteren hatte er noch zwei jüngere Schwestern.
Auf Wunsch seiner Großmutter mütterlicherseits verbrachte er die ersten fünf Jahre seines Lebens in Shanghai, wo er bei der Familie seiner Mutter lebte. Nach seiner Rückkehr in die Philippinen besuchte er ab 1927 die Burgos Elementary School, eine öffentliche Schule der US-amerikanischen Kolonialverwaltung. Im Anschluss besuchte er die Mapa High School. 1936 beendete er die Schule bereits im Alter von 15 Jahren. Aufgrund seiner schulischen Leistungen erhielt er ein Stipendium der Universität der Philippinen. Da er jedoch mit der Business School der Universität nicht zufrieden war, wechselte er bereits nach einem Semester an die Päpstliche und Königliche Universität des heiligen Thomas von Aquin in Manila.
Als eifriger Student erhielt er bereits nach zweieinhalb Jahren seinen Bachelor of Science (summa cum laude). SyCip machte nun seinen Master und absolvierte die Prüfung zum Certified Public Accountant. Nach bestandener Prüfung musste er bis zu seiner Zulassung jedoch noch zwei Jahre warten, bis er das erforderliche Mindestalter von 21 Jahren erreicht hatte. SyCip setzte nun sein Studium in den Vereinigten Staaten fort und besuchte ab 1941 die Columbia University, wo er promovieren wollte. Nach Ausbruch des Zweiten Weltkrieges brach er Ende 1942 sein Studium ab und trat in die United States Army ein. Infolgedessen erhielt er einige Monate später die US-amerikanische Staatsbürgerschaft.
SyCip wurde in das Second Philippine Regiment aufgenommen und für sein Infanterietraining nach Camp Cook, Kalifornien geschickt. Aufgrund seiner akademischen Leistungen und seiner Sprachkenntnisse wurde er stattdessen später, nach einem achtmonatigen Japanischsprachkurs und einer Grundausbildung in Kryptografie, als Kryptograf in Kalkutta eingesetzt, wo er sich in einem Team mit der Entschlüsselung von Radionachrichten der Kaiserlich Japanischen Heeresluftstreitkräfte in Burma beschäftigte. Nach Kriegsende wurde SyCip ausgemustert und kehrte von New Jersey aus nach Manila zurück, wo er als Wirtschaftsprüfer tätig wurde.
SyCip gründete nun die Firma W. SyCip & Company, die aus einem Büro im Trade and Commerce Building, einem der wenigen intakten Gebäude in Manila, bestand. Die Firma begann bald zu expandieren, so dass SyCip bald drei Angestellte hatte und Vicente O. Jose sein Partner wurde.
Um seine US-amerikanische Staatsbürgerschaft nicht zu verlieren, musste SyCip 1947 in die Vereinigten Staaten reisen und dort eine Zeit lang leben. In diesem Zusammenhang schlug er Alfredo W. Velayo, einem alten Jugendfreund, vor in seiner Firma, nun mit dem Namen SyCip, Velayo, Jose and Company, tätig zu werden. 1948 kehrte er nach Manila zurück und heiratete am 27. November desselben Jahres. 1950 wurde seine Tochter geboren, es folgten zwei Söhne in den Jahren 1956 und 1958.
Währenddessen wuchs die Firma weiter. SyCips Hauptaugenmerk lag hierbei auf der Rekrutierung junger, vielversprechender Berufseinsteiger. 1953 überzeugten SyCip und Velayo Ramon J. Gorres, der zuvor bei der schottischen Firma Henry Hunter Bayne and Company gearbeitet hatte, sich ihrer Firma anzuschließen. Die Firma erhielt nun ihren heutigen Namen SyCip, Gorres, Velayo and Company (SGV). 1958 erfolgte die Übernahme von Fleming and Williamson, einem langjährigen Rivalen.
Im Laufe der Jahre dehnte SyCip die Firma auf weitere Länder in Südostasien aus, so dass die SGV Group 1971 das größte Unternehmen in der Region wurde. Gleichzeitig förderte er die Weiterbildung seiner Angestellten. Erst durch die Finanzierung des Erwerbung von „Master of Business Administration“-Abschlüssen in den Vereinigten Staaten. Später durch die Gründung des Asian Institute of Management (AIM) im Jahr 1968.
Von 1982 bis 1985 war er Präsident der International Federation of Accountants. 1992 erhielt SyCip den Ramon-Magsaysay-Preis.
SyCip starb auf einem Flug von Manila nach New York City.

## Einzelnachweis
1. ↑  PH business icon Washington SyCip, 96